# Vince Wilfork
Vincent Lamar Wilfork (født 4. november 1981 i Boynton Beach, Florida, USA) er en amerikansk football-spiller, der spiller som defensive lineman for NFL-holdet New England Patriots. Han har spillet for holdet hele sin NFL-karriere, startende i 2004. I 2005 var han med til at vinde Super Bowl XXXIX efter sejr over Philadelphia Eagles.
Wilforks er fem gange blevet udtaget til NFL's All-Star kamp, Pro Bowl.

## Klubber
- 2004-: New England Patriots